# Papilio hipponous
Espèce
Papilio hipponous est une espèce de lépidoptères (papillons) de la famille des Papilionidae. L'espèce est endémique des Philippines.

## Systématique
L'espèce Papilio hipponous a été décrite pour la première fois en 1862 par Felder et Felder dans Wiener entomologische monatschrift.